# Briza minor
Pour les articles homonymes, voir Brize (homonymie) et Amourette.
Petite Brize, Petite Amourette
Espèce
Briza minor, la Petite Brize ou la Petite Amourette, est une espèce de plantes monocotylédones de la famille des Poaceae et du genre Briza, originaire du pourtour méditerranéen et d'Iran, elle est considérée comme invasive sur le reste du globe.
La Petite Brize est une graminée annuelle ne formant pas de touffes. Ses petits épillets sont verts et ne sont jamais colorés de pourpre. Elle se reconnaît à sa ligule effilée qui mesure plus de 1,5 mm de long. Il s'agit d'une messicole des cultures de Seigle sur sols sableux et acides qui est en forte raréfaction en Europe occidentale,,.

## Taxonomie
Cette espèce a été décrite sous le basionyme Briza minor par Carl von Linné dans son Species plantarum de 1753 à la base de la taxonomie moderne,.

### Étymologie
L'épithète spécifique minor signifie « petit ». Elle fait référence à la taille de l'espèce, qui est la plus petite comparée à celles de Briza maxima et de Briza media. Carl von Linné la qualifie de gramen tremulum minus (« graminée tremblante petite ») par comparaison avec B. media, qualifiée de majus (« plus grande ») , et B. maxima, qualifiée de maximum (« la plus grande »),.

### Noms français
Ce taxon porte en français les noms vulgarisés et normalisés « Petite Brize,, », « Brize mineure, », « Brize petite », et les noms vernaculaires « Petite Amourette,, » et « Herbe tremblante ».

### Synonymie
Briza minor a pour synonymes :
- Briza aspera Knapp
- Briza deltoidea Burm.f.
- Briza gracilis G.Nicholson
- Briza minima G.Nicholson
- Briza trichotoma Steud.
- Briza virens L.